# San José Estancia Grande (kommun)
San José Estancia Grande är en kommun i Mexiko.   Den ligger i delstaten Oaxaca, i den sydöstra delen av landet, 400 km söder om huvudstaden Mexico City.
Följande samhällen finns i San José Estancia Grande:
- San José Estancia Grande